# Maricielo Effio
Maricielo Sara Effio Balladares (Lima, 30 de noviembre de 1975) es una actriz, bailarina, empresaria y exmodelo peruana.

## Biografía
Effio siguió talleres de ballet en su infancia hasta que inició su participación en el concurso Buscando a La Paquita Peruana en 1991, conducido por la brasileña Xuxa donde fue la ganadora. Además, tuvo una participación especial en el videoclip del tema musical Amor amor, interpretado por el dúo musical Gaitán Castro.
Más adelante perteneció al personal de modelos de De dos a cuatro, de Raúl Romero; y debutó como actriz en la telenovela Los de arriba y los de abajo.
Ella fue nombrada La chica del año en la revista Gente en 1994, y el año siguiente concursó como Miss Junín en Miss Perú 1995 donde obtuvo el cuarto lugar, y ganó el certamen de belleza Miss Ámbar Mundial.
Effio estudió actuación en los talleres de Alberto Ísola, Roberto Ángeles, Maritza Tutti y Aristóteles Picho.
En 1997 antagonizó la telenovela Boulevard Torbellino como Ana Cecilia. 
En 1999, realizó su primera incursión en el cine con el filme Pantaleón y las visitadoras del director Francisco Lombardi y Ecuador para participar en la telenovela La hechicera, donde interpretó a la antagonista Laura Rivas.
En septiembre de 2003, Effio condujo como presentadora del bloque de espectáculos del noticiero matutino Buenos días, Perú hasta 2004.
En diciembre de 2005 concursó en el reality show de baile Baila con las estrellas conducido por Rebeca Escribens, donde resultó ganadora tras tres meses de competencia.
En 2006, concursó en la telenovela Amores como el nuestro y participó en la segunda temporada de la miniserie Vírgenes de la cumbia.
En 2008 protagonizó Dioses, dirigida por Josué Méndez.
Este filme ganó el premio El abrazo al mejor largometraje en el Festival internacional de cine de Biarritz y dos premios en el Festival de Cine de Lima.
En 2009, Effio concursó en el reality show de canto y baile El show de los sueños: amigos del alma, conducido por Gisela Valcárcel ,donde obtuvo el tercer lugar tras tres meses de competencia . Seguidamente, participó en la secuela El show de los sueños: reyes del show, donde ocupó el mismo puesto.
En enero de 2010 protagonizó un episodio de la serie Asesinas. El mismo año se integró a la serie juvenil La Akdemia.
El 17 de junio del mismo año, contrajo matrimonio civil en el distrito de San Isidro con el coreógrafo y bailarín Ernesto Pacheco. Junto a él dirige la academia de danza "Talentos" desde 2011.
En enero de 2011 apareció en la telenovela Lalola.
En mayo del mismo año concursó en el reality show de baile El gran show conducido por Gisela Valcárcel, donde obtuvo el tercer tras dos meses de competencia, Clasificó a la última temporada del año llamada El gran show: reyes del show, donde obtuvo el 2 puesto.
En 2012, Effio participó como entrenador en El gran show: edición especial-
Entre 2018 y 2021, Effio participó en la serie De vuelta al barrio como Fanny Chuquisengo.

## Filmografía
| Año  | Título                      | Personaje | Notas |
| ---- | --------------------------- | --------- | ----- |
| 1999 | Pantaleón y las visitadoras | Salomé    |       |
| 2008 | Dioses                      | Elisa     |       |

| Año       | Título                       | Personaje                    | Notas                |
| --------- | ---------------------------- | ---------------------------- | -------------------- |
| 1994      | Los de arriba y los de abajo | Lucero "Lucerito" Bringas    |                      |
| 1997      | Boulevard Torbellino         | Ana Cecilia Bulos            | Antagonista          |
| 1998      | Cosas del amor               | Alejandra "Aurelia" Villegas |                      |
| 2000      | Pobre diabla                 | Ofelia Cáceres               |                      |
| 2001      | Soledad                      | Teresa Muñoz                 |                      |
| 2002–2003 | Qué buena raza               | Nazira                       |                      |
| 2003      | La hechicera                 | Laura Rivas                  | Antagonista          |
| 2004–2006 | Eva del Edén                 |                              |                      |
| 2004–2006 | Tormenta de pasiones         | Úrsula Santibáñez            | [ 14 ]               |
| 2004–2006 | Teatro desde el teatro       | Varios roles                 |                      |
| 2006      | Amores como el nuestro       | Viviana Godínez              |                      |
| 2006      | Vírgenes de la cumbia 2      | Jennifer                     | Antagonista          |
| 2006      | Así es la vida               |                              |                      |
| 2008      | El clan de las engañadas     |                              |                      |
| 2009      | Clave uno: médicos en alerta |                              | Actriz invitada      |
| 2010–2012 | Asesinas                     | Nelly                        | Episodio unitario    |
| 2010–2012 | Puro corazón                 | Fanny Suárez                 | Antagonista          |
| 2010–2012 | La AKdemia                   | Adriana Sánchez              |                      |
| 2010–2012 | Lalola                       | Isabel                       | Actriz invitada      |
| 2014      | Comando Alfa                 |                              |                      |
| 2017      | Mujercitas                   | Carmela Guzmán Herrera       | Antagonista invitada |
| 2017      | Colorina                     | Brigitte                     | Antagonista Invitada |
| 2018-2021 | De Vuelta Al Barrio          | Fanny Chuquisengo            | Rol Secundario       |
| 2022      | Al Fondo Hay Sitio           | La mujer de negro            | Rol Antagónico       |

| Año       | Título                                 | Rol          | Notas                         |
| --------- | -------------------------------------- | ------------ | ----------------------------- |
| 1991      | Buscando a La Paquita Peruana          | Concursante  | Ganadora, debut en televisión |
| 1995      | De dos a cuatro                        | Modelo       | Programa concurso             |
| 2003–2004 | Buenos días, Perú                      | Presentadora | Bloque de espectáculos        |
| 2005      | Baila con las estrellas                | Participante | Ganadora                      |
| 2009–2010 | Fuego cruzado: Vidas extremas          | Famosa       | Un episodio                   |
| 2009–2010 | El show de los sueños: amigos del alma | Participante | 3° puesto                     |
| 2009–2010 | El show de los sueños: reyes del show  | Participante | 3° puesto                     |
| 2009–2010 | Habacilar: Amigos y rivales            | Participante | 3° puesto                     |
| 2011–2012 | El gran show: segunda temporada        | Participante | 3° puesto                     |
| 2011–2012 | El gran show: reyes del show           | Participante | 2º puesto                     |
| 2011–2012 | El gran show: edición especial         | Entrenador   | Pareja ganadora               |
| 2016      | Amigos y rivales VBQ                   | Participante |                               |
| 2018      | El artista del año (segunda temporada) | Participante | 11º puesto                    |
| 2018      | El gran show: América baila            | Participante | Finalista                     |

## Teatro
| Año  | Título                                      |
| ---- | ------------------------------------------- |
| 1996 | Quisiera ser grande                         |
| 1999 | A chorus line                               |
| 2004 | Un príncipe para tres princesas             |
| 2004 | A rezar a rezar que el mundo se va a acabar |
| 2005 | María de Nazaret                            |
| 2005 | La princesa y la gitana                     |
| 2005 | Hijos de nadie                              |
| 2006 | Killa Raymi                                 |
| 2004 | Mi primera vez                              |
| 2004 | El mundo al revés                           |

## Premios y nominaciones
- La chica del año por la Revista Gente (1994)
- Mis Ámbar Mundial (1995)
- Miss Fotogenia
- Embajadora de la Cultura por el Consejo distrital de San Luis-Lima (2006)
- Nominada – Premios Luces de El Comercio a la Mejor actriz de cine por Dioses (2008)
- Nominada – Premios Luces de El Comercio a la Mejor actriz de TV por De vuelta al barrio (2018)